# Ellen Johnson Sirleaf
Ellen Johnson Sirleaf, född Johnson den 29 oktober 1938 i Monrovia, är en liberiansk politiker. Hon är ledare för Enhetspartiet i Liberia och var Liberias president från januari 2006 till januari 2018. Hon blev den första direktvalda kvinnliga presidenten i ett afrikanskt land. Tillsammans med Tawakkul Karman och Leymah Gbowee tilldelades hon Nobels fredspris 2011 med motiveringen "för deras ickevåldskamp för kvinnors säkerhet och kvinnors rätt till fullt deltagande i fredsbyggande arbete".

## Biografi

### Uppväxt
Ellen Johnson Sirleaf föddes i Monrovia. Hennes pappa tillhörde ursprungsbefolkningen gola och hennes mamma hade ursprung från Tyskland. Hennes pappa var den första ledamoten i Liberias nationalförsamling som härstammade från en av de inhemska folkgrupperna. Sirleaf studerade vid College of West Africa i Monrovia och vid 17 års ålder gifte hon sig med James Sirleaf.

### Utbildning
År 1961 flyttade hon till USA tillsammans med maken för att studera ekonomi och företagsadministration. Hon studerande först vid Madison Business College, Madison och därefter vid University of Colorado, Boulder i USA innan hon år 1971 tog   masterexamen i offentlig förvaltning vid Harvard University.

### Arbetsliv
Därefter blev Sirleaf assisterande finansminister i president William Tolberts regering åren 1972 till 1973. Sirleaf var en av få statsråd som överlevde Samuel K. Does blodiga militärkupp år 1980.
Åren 1980 till 1985 arbetade hon som finansminister under militärdiktatorn Doe. År 1985 kandiderade Sirleaf till posten som Liberias vicepresident och hon tillhörde då Liberian Action Party, LAP. Hon kandiderade då samtidigt till senaten och i samband med detta så uttalade hon sig kritiskt mot militärregimen och dömdes för detta till tio års fängelse. Hon släpptes dock efter en kort tid,  men blev återigen arresterad. I juli 1986 släpptes hon och hon valde då att fly landet. Platsen som ledamot i senaten, som hon valdes till i valet året innan, tog hon inte eftersom hon kritiserade genomförandet av valet.
Under tiden i exil arbetade Sirleaf för flera internationella banker. Åren 1986 till 1992 var hon direktör för Världsbanken i Washington. Därfefter tillträdde hon som chef för Afrikakontoret för FN:s utvecklingsprogram (UNDP), med rang som biträdande generalsekreterare för FN. Posten behöll hon fram till år 1997, då hon återvände till Liberia för att kandidera till president som kandidat för Unity Party. Hon slutade tvåa bakom Charles Taylor. Hon anklagades därefter för förräderi och flydde till Abidjan i Elfenbenskusten. Under sin tid i Elfenbenskusten startade hon Kormah Development and Investment Corporation, ett riskföretag för afrikanskt entreprenörskap, samt den frivilligorganisationen Measuagoon, som arbetade för lokal samhällsutveckling i Liberia. Taylor gick i exil år 2003 och Sirleaf återvände därefter till Liberia där hon var delaktig i Commission on Good Governance som övervakade förberedelserna för ett kommande demokratiskt val.

### Vägen mot presidentvalet
År 2005 hölls det första demokratiska valet sedan inbördeskriget och Sirleaf ställde upp som presidentkandidat för Unity Party. Hon gick till val på löften om att stoppa  stridigheterna och korruptionen samt att  upprätta enighet och återuppbygga landets  infrastruktur som förstörts under krigen. Hon blev känd som "Iron Lady". I första valomgången slutade Sirleaf på plats två mot fotbollstjärnan George Weah och i den andra valomgången som hölls den 8 november 2005 vann hon med 59 procent av rösterna mot Weah. Hennes motkandidat George Weah vägrade godkänna detta och krävde att valresultatet skulle prövas i domstol. Han återtog dock det kravet inom en månad.

### President (Första mandatperioden)
När Sirleaf tillträdde som president den 16 januari 2006 väntade stora utmaningar. 15 000 personal från FN-styrkan UNMIL fanns på plats i Liberia och arbetslösheten uppgick till 80 procent. Under Sirleafs första mandatperiod arbetade hon primärt för att bevara freden i landet. Hon sökte ena befolkningen, bygga förtroende och medvetenhet om landets potential. Hon arbetade också för att igenom avskrivningar av utlandsskulden. År 2010 hade hon lyckats få hela utlandsskulden avskriven samt säkrat utländska investeringar i landet för miljontals dollar. En av hennes verk var också den sannings- och försoningskommission som etablerades år 2006 i syfte att minska etniska spänningar. Kommissionen kom år 2009 fram till att Sirleaf, samt ett antal andra personer, borde förbjudas att inneha valbara ämbeten i Liberia under 30 år. Angående Sirleaf så syftade kommissionen på att hon, i ett tidigt skede, hade stöttat Taylors uppror. Kommissionens förslag var inte bindande och förslaget möttes av kraftigt internationellt motstånd. År 2010 meddelade sedan Sirleaf att hon planerade att ställa upp för en till mandatperiod.

### President (Andra mandatperioden)
Sirelaf hävdade att hon "still had work to do" och ställde upp i presidentvalet som skulle hållas i oktober 2011. I augusti 2011 hölls en folkomröstning om en konstitutionsändring som bland annat skulle innebära att kravet på att presidentkandidater behövde varit bosatta i Liberia under 10 år innan de kunde ställa upp i valet skulle tas bort. Folkomröstning godkände inte ändringen. En grupp i opposition krävde därför att Sirleaf skulle vara obehörig att ställa upp som kandidat och en månad innan valet prövades ärendet i domstol. Sex dagar innan valet hölls gav domstolen Sirleaf, och andra kandidater, tillåtelse att ställa upp och hänvisade till att ingen som var med när konstitutionen antogs kunde ha förutsett inbördeskriget och konsekvenserna av detta.
Den 11 oktober 2011 hölls valet och Sirleaf vann fler röster än huvudmotståndaren  Winston Tubman i första valomgången, då hon inte fick en majoritet av rösterna hölls en ny valomgång den 8 november 2011. Tubman klagade på brister i det första valet, drog tillbaka sin kandidatur och uppmanade väljarna till bojkott, men andra valomgången hölls. Valdeltagandet var knappt hälften av vad det var vid första valomgången och Sirleaf vann med strax över 90 procent av rösterna. Den andra mandatperioden erbjöd nya utmaningar. Oppositionen klagade på att Sirleafs regering bestod av en allt för snäv krets, arbetslösheten var hög och landet drabbades hårt av Ebolautbrottet i Västafrika 2014. Dessutom erhöll hennes barn höga poster inom den offentliga sektorn och i statligt ägda bolag.
I och med att konstitutionen förbjöd Sirleaf att kandidera för en tredje mandatperiod så började hon förbereda för att överlämna till en ny president. Under presidentvalet år 2017 anklagades Sirleaf för att stödja oppositionspartiets presidentkandidat George Weah, anklagelser som hon tillbakavisade. Men anklagelserna ledde till att hon i januari 2018 uteslöts från sitt eget parti, Unity Party. Den 22 januari 2018 lämnade hon över presidentposten till George Weah. Det var den första maktöverlämningen mellan valda ledare i Liberia sedan år 1944.

### Efter presidentskapet
Ellen Johnson Sirleaf har fyra barn och tolv barnbarn. Den 22 december 2021 avled en av hennes söner, James Sirleaf, efter att ha kollapsat i sin bostad i Liberia. Dödsorsaken hade inte offentliggjorts.

## Poster
- 1972–1973: Statssekreterare i finansdepartementet i Liberias regering
- 1980–cirka 1985: Finansminister i Liberias regering
- 1982–1985: Vice ordförande för Afrikakontoret för Citibank, Nairobi
- 1986–1992: Vice ordförande och medlem av styrelsen för Equator Bank, Washington, D.C.
- 1992–1997: Chef för UNDP:s Afrikakontor
- 1997: Fanbärare för Enhetspartiet
- 2004–2005: Ordförande för Commission on Good Governance (Liberia)
- 2005: Fanbärare för Enhetspartiet; Presidentkandidat

Sirleaf har också varit:
- Medgrundare av "International Institute for Women in Political Leadership"
- Medlem av den rådgivande kommittén för "Modern Africa Growth and Investment Company"
- Medlem av finanskommittén för "Modern Africa Fund Managers"
- Ordförande för "Liberian Bank for Development and Investment"
- Ordförande för "Kormah Development and Investment Corporation"
- Ordförande för "Sannings- och försoningskommission" i Liberia
- Senior Loan Officer i Världsbanken
- Vice ordförande för Citibank

## Publikationer
- From Disaster to Development (1991)
- The Outlook for Commercial Bank Lending to Sub-Saharan Africa (1992)
- This Child Will Be Great: Memoir of a Remarkable Life by Africa's First Woman President (2008)[9]

## Utmärkelser

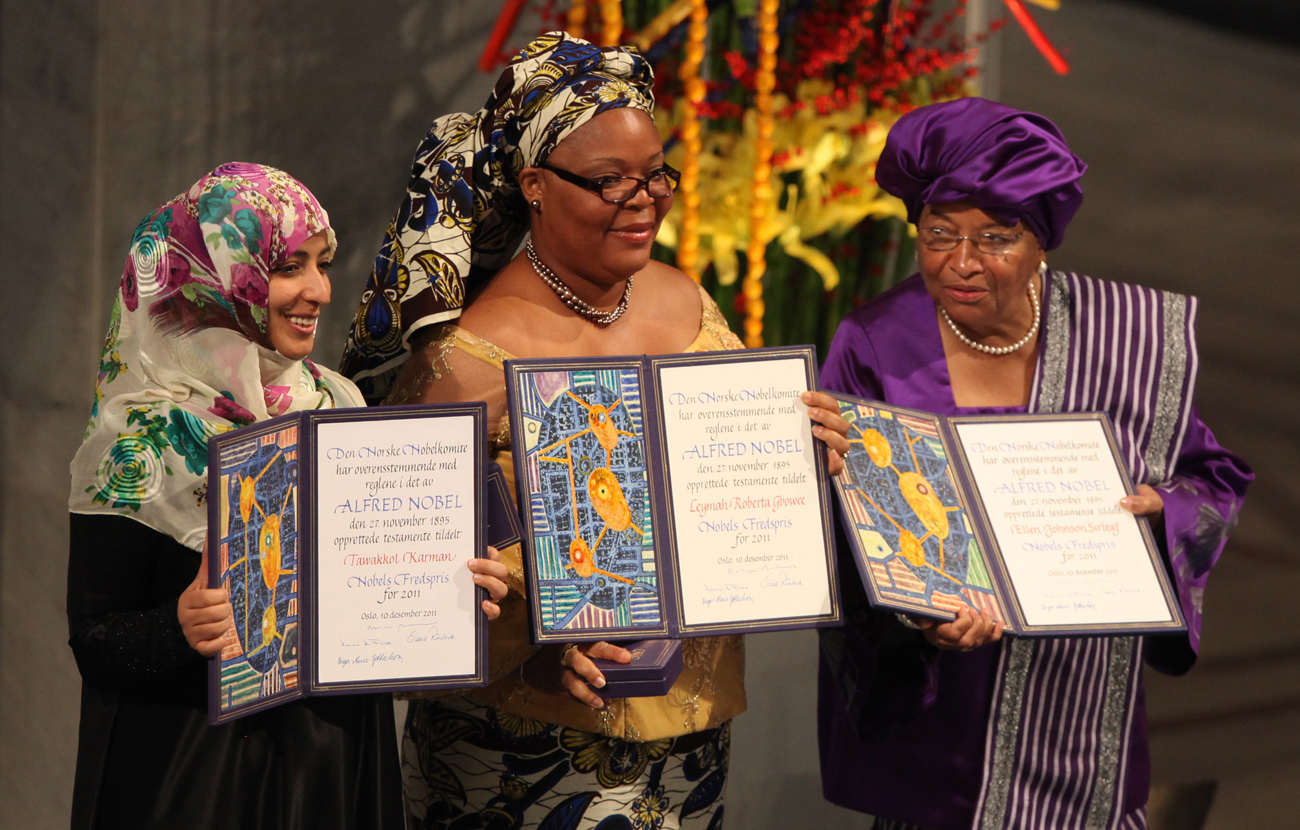
Tawakkul Karman, Leymah Gbowee och Ellen Johnson Sirleaf i samband med utdelandet av Nobels fredspris 2011.

- 1988 års Franklin Delano Roosevelt Freedom of Speech Award
- Ralph Bunche International Leadership Award
- Grand Commander Star of Africa Redemption of Liberia
- Commandeur de l'Ordre du Togo
- 2011 års Nobels fredspris
- Hon fick Ibrahim-priset för afrikanskt ledarskap för 2017.

- Sirleaf har tilldelats titeln hedersdoktor vid 15 institutioner. Dessa är Tilburg University (Nederländerna), Nigerian Defence Academy, University of Massachusetts Medical School, Harvard University, Rutgers University, Yale University, Georgetown University, University of Abeokuta (Nigeria), University of Minnesota, Furman University of South Carolina, Brown University, Indiana University, Dartmouth College, Concordia University, Langston University, Spelman College och Marquette University.[9]